# Molí de Més Amunt
El Molí de Més Amunt és una obra de la Molsosa (Solsonès) inclosa a l'Inventari del Patrimoni Arquitectònic de Catalunya.

## Descripció
Edifici d'una sola planta coberta amb volta de canó (6 metres per 4 metres). Sembla una construcció antiga reconstruïda en 1774 segons es llegeix a la llinda de la porta. Esculpit es llegeix sobre la pedra: "Moli fet lo ani 1774 fet per cauma puixpelat a isidro garriga mestre de cazas gqsus (Jesus) i Maria cian en mi".
A l'interior s'hi veu bona part del parament de les moles i pel darrere la bassa amb un curiós cacau.